# Njikwa
Njikwa ist eine Gemeinde in Kamerun in der Region Nord-Ouest im Département Momo. 

## Geografie
Njikwa liegt im Nordwesten Kameruns, etwa 60 Kilometer von der nigerianischen Grenze entfernt.

## Verkehr
Njikwa liegt an der Provenzialstraße P18.